# Walter Lord
John Walter Lord, Jr. (* 8. Oktober 1917 in Baltimore; † 19. Mai 2002 in Manhattan) war ein US-amerikanischer Sachbuchautor. Bekannt wurde er durch sein Buch Die Titanic-Katastrophe (Originaltitel: A Night to Remember), das vom Untergang der Titanic handelt.

## Leben

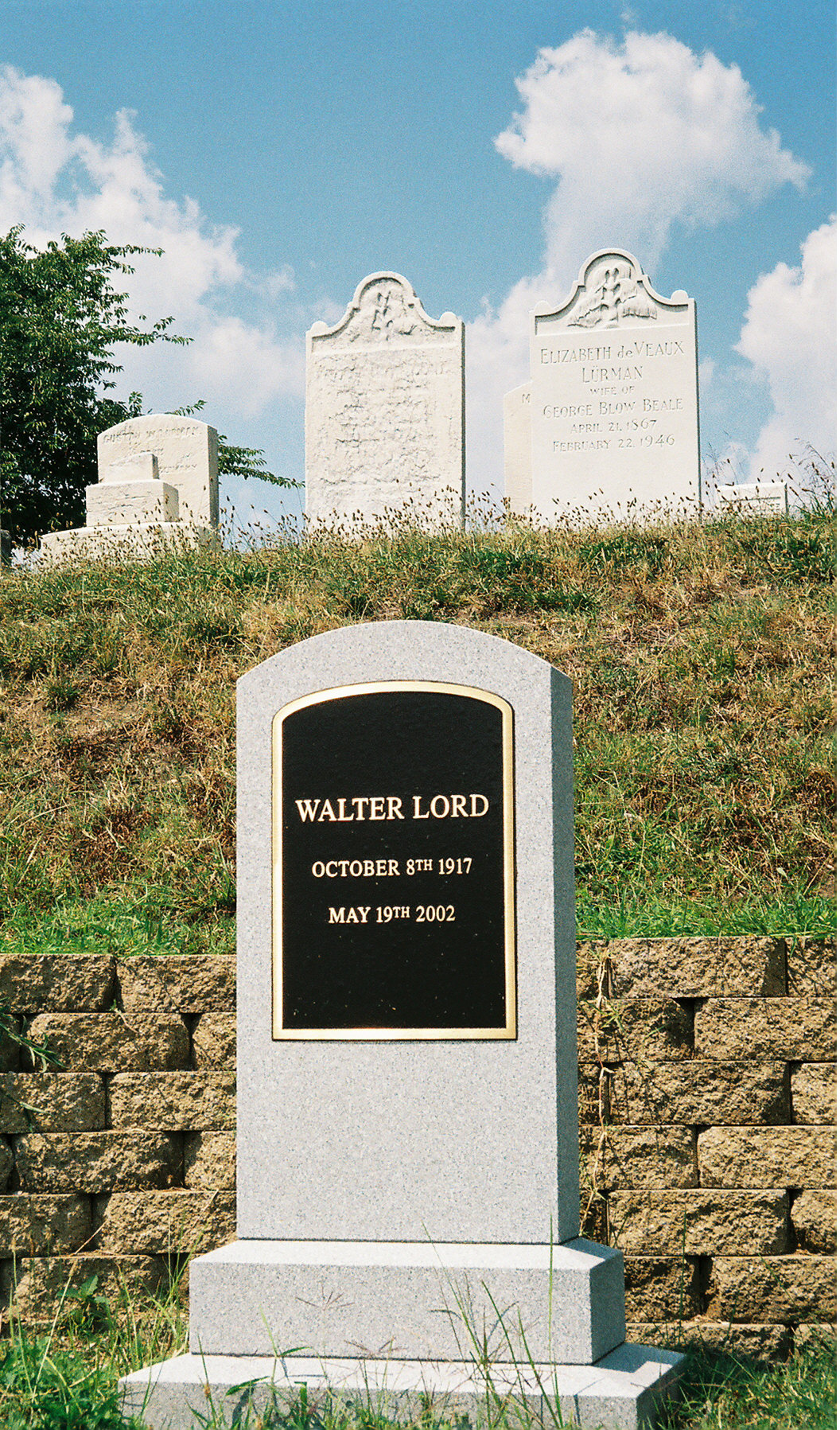
Das Grab Walter Lords

Walter Lord wuchs in Baltimore, Maryland, auf, besuchte dort die Gilman-Schule und studierte später an der Princeton University Geschichte. 1939 schloss er die Universität ab und schrieb sich in Yale ein, um Recht zu studieren. Während des Zweiten Weltkrieges arbeitete er beim Office of Strategic Services (OSS). Nach dem Krieg setzte er sein Studium fort und schloss dieses als Anwalt ab.
Bald darauf begann er zu schreiben und hatte mit einem Dutzend Bücher Erfolg. So schrieb er 1957 über den Angriff auf Pearl Harbor das Buch Day of Infamy, 1967 über die Schlacht von Midway das Buch Incredible Victory und weitere Bücher über die amerikanische Bürgerrechtsbewegung und die Erforschung der Polargebiete. Sein bekanntestes aber war das 1955 entstandene Buch A Night to Remember, das 1958 unter der Regie von Roy Ward Baker unter diesem Titel (deutsch: Die letzte Nacht der Titanic) verfilmt wurde. Sein Buch basierte auf Geschichten und Erlebnissen von fast 60 Titanic-Überlebenden. Später schrieb er noch ein weiteres Buch über die Titanic, das 1986 erschienene Titanic wie es wirklich war (The Night Lives On).
Im Jahr 1997 war Walter Lord Berater des Regisseurs James Cameron während der Dreharbeiten zum Film Titanic. Im Jahr 2002 starb er im Alter von 84 Jahren.

## Veröffentlichungen
- Incredible Victory, 1967
  - deutsch: Die Schlacht um Midway, Scherz 1977 ISBN 3-502-18417-8; Bergisch Gladbach: Lübbe, 1979 ISBN 3-404-01009-4; Köln: Naumann & Göbel, o. J.(ca. 1985) (Sämtlich Neubearb. von Schickt sie auf den Grund des Meeres)
- A Night to Remember, New York: Holt 1955
- The Night Lives On: Thoughts, Theories and Revelations about the Titanic, London: Penguin, 1986. ISBN 0-14-027900-8
  - deutsch: Titanic wie es wirklich war
- Day of Infamy. The Bombing of Pearl Harbor, New York: Holt, 1957
- The Dawn’s Early Light, New York: Norton, 1972 (über den Britisch-Amerikanischen Krieg 1812)
- The Good Years: from 1900 to the First World War, New York: Harper, 1960
- Lonely Vigil: Coastwatchers of the Solomons, Viking Press, 1977
- Miracle of Dunkirk, Viking Press, 1982 (Schlacht von Dünkirchen)
- Peary to the Pole, New York: Harper and Row, 1963 (über Robert Edwin Peary)
- Past that would not die, New York: Harper and Row, 1965 (Bürgerrechtsbewegung)
- Time to Stand, New York: Harper, 1961 (Schlacht von Alamo)
- Herausgeber: The Fremantle Diary, 1954 (Tagebuch des britischen Offiziers und Südstaaten-Sympathisanten Arthur Fremantle von 1863)

- Jenna Lawrence (Herausgeber): The Way It Was: Walter Lord on His Life and Books, Ubuildabook, 2009.